# Swamboite
La swamboite è un minerale.